# Chenjerai Hunzvi
Chenjerai Hunzvi (* 23. Oktober 1949; † 4. Juni 2001) war ein simbabwischer Politiker.

## Werdegang
Chenjerai Hunzvi wurde im Ort Chiminya im zentralen Landstrich der britischen Kronkolonie Südrhodesien vermutlich in einer Bauernfamilie geboren. Spätestens 1963 schickten ihn seine Eltern nach Salisbury (heute Harare). Nach eigenen Angaben schloss er sich im Alter von 16 Jahren dem bewaffneten Widerstand gegen die Vorherrschaft der weißen Bevölkerungsminderheit im Land an. Dabei führte er den Kampfnamen „Hitler“. Ebenfalls nach eigenen Angaben saß Hunzvi von 1967 bis 1970 in den Internierungslagern Gonakudzingwa und Wha Wha ein, weil er eine Schülerdemonstration gegen den Besuch des britischen Premierministers Harold Wilson organisiert hatte. In Haft schloss er seine High-School-Ausbildung ab. Kurz nach seiner Freilassung 1970 erfolgte eine erneute Verhaftung, weil er einen britischen Journalisten bei Recherchen innerhalb der Zimbabwe African People’s Union (ZAPU) unterstützt hatte. Darüber hinaus bezeichnete Hunzvi sich als Führungsperson der Partei ZAPU sowie deren bewaffneten Arms Zimbabwe People’s Revolutionary Army. Allerdings widersprechen mehrere Veteranen der Aufstandsbewegung dieser Darstellung, ebenso wie seine zweite Ehefrau.
1974, nach seiner Entlassung aus der Haft, floh Chenjerai Hunzvi nach Sambia. Um das Jahr 1975 herum heiratete er erstmals. Aus dieser Ehe gingen zwei Kinder hervor. Im Rahmen der Unterstützung des Ostblocks für diesem politisch nahestehende antikoloniale Bewegungen reiste Hunzvi zum Studium nach Rumänien, wo er sowohl die rumänische als auch die französische Sprache erlernte. In Polen setzte er spätestens 1978 sein Studium des Fachs Medizin fort. Dort heiratete er eine Einheimische, mit der er zwei Kinder hatte. Während dieser Zeit galt er als Repräsentant der ZAPU in Polen. 1979 wohnte er den Verhandlungen in London bei, die zum Lancaster-House-Abkommen und damit zu einem Waffenstillstand und zur Unabhängigkeit Simbabwes führten. Es ist unklar, ob er einen medizinische Studienabschluss erwarb.
Im Jahr 1990 kehrte Hunzvi nach Simbamwe zurück. Zunächst arbeitete er am Zentralkrankenhaus der Hauptstadt Harare, dann eröffnete er eine eigene Arztpraxis im Vorort Budiriro. 1992 floh seine Ehefrau aus dem Land und bezichtigte Chenjerai Hunzvi der Gewalttätigkeit ihr gegenüber. Kurz darauf heiratete er erneut. Mit seiner dritten Ehefrau hatte er später zwei weitere Kinder.
Am 4. Juni 2001 starb Chenjerai Hunzvi in Harare im Parirenyatwa Hospital. Verschiedene Quellen nennen Malaria, eine Herzerkrankung oder Aids als Todesursache.

## Politische Laufbahn
1997 (nach anderen Quellen 1996) wurde Chenjerai Hunzvi zum Vorsitzenden des Verbands der Veteranen des simbabwischen Befreiungskriegs gewählt. Unter seiner Führung verstärkte die bis dahin wenig aktive Organisation ihre politische Arbeit erheblich. Er organisierte gewalttätige Demonstrationen, mit denen er bei Präsident Robert Mugabe Pensionszahlungen und öffentliche Anerkennung für die Veteranen durchsetzte und den Präsidenten direkt kritisierte. Aufgrund dieser Initiative erhielten rund 50.000 Veteranen jeweils eine Einmalzahlung in Höhe von 2500 US-Dollar sowie eine monatliche Pensionszhalung in Höhe von 100 US-Dollar. Darüber hinaus erreichte der Verband die Einrichtung eines Fonds, aus dem Veteranen finanziell unterstützt wurden, die infolge ihrer Beteiligung am Kampf Behinderungen erlitten hatten. Die Zahlungen waren nach dem Grad der Behinderung gestaffelt. Dieser Fonds wurde schnell zum Objekt massiven Betrugs. So wurde unter anderem Beamten, Parteifunktionären und auch Chenjerai Hunzvi selbst Behinderungsgrade von bis zu 117 % zugewiesen. Darüber hinaus werden die Zahlungen zur Beilegung der Veterananproteste von zahlreichen Beobachtern als eine Ursache der folgenden Wirtschaftskrise in Simbamwe angesehen.
Im Jahr 1999 wurde Chenjerai Hunzvi, vermutlich auf Betreiben Mugabes, im Rahmen eines Verfahrens wegen der angeblichen Veruntreuung von 45 Millionen Simbabwe-Dollar aus dem Veterananfonds festgenommen. Ein entsprechender Gerichtsprozess wurde mehrfach verschoben und die Anklage schließlich fallengelassen. Zwar wurde Hunzvi in dieser Zeit als Vorsitzender des Veteranenverbands abgesetzt, aber Präsident Mugabe nahm ihn kurz darauf in seine Gunst auf.
Hunzvi wurde daraufhin in den Jahren 1999 und 2000 aufseiten der Regierungspartei Zanu-PF im Wahlkampf vor der Parlamentswahl aktiv. Ihm wurde vorgeworfen, in dieser Kampagne Mitglieder der Oppositionsbewegung Movement for Democratic Change (MDC) eingeschüchtert und bedroht zu haben. Er selbst soll sich in diesem Zusammenhang als „der größte Terrorist Simbabwes“ bezeichnet haben. Zeugen bezichtigten ihn persönlich der Teilnahme an körperlichen Angriffen auf Oppositionsangehörige sowie an der Folter Oppositioneller. Die Gefangenenhilfsorganisation Amnesty International bezeichnete seine Klinik als „Folterkammer“. Er wird auch als treibende Kraft hinter Angriffen auf rund 200 Fabriken und andere Wirtschaftsbetriebe gesehen, die mit der MDC verbundene Gewerkschaften treffen sollten.
Im Jahr 2000 führte Chenjerai Hunzvi eine von Robert Mugabe initiierte Kampagne an, in der Veteranen und Anhänger der Zanu-PF in rund 1700 Fällen die Ländereien weißer Landwirte besetzten. Im gleichen Jahr errang er bei der Wahl einen Parlamentssitz.